# NGC 872
NGC 872 è una galassia a spirale situata nella costellazione della Balena, a una distanza di circa 196 milioni di anni luce dalla nostra Via Lattea.

## Scoperta
La galassia è stata scoperta il 15 ottobre 1886 dall'astronomo statunitense Francis Leavenworth.

## Descrizione
NGC 872 ha una classe di luminosità III e presenta una larga riga a 21 cm dell'idrogeno neutro.